# Parco García Sanabria

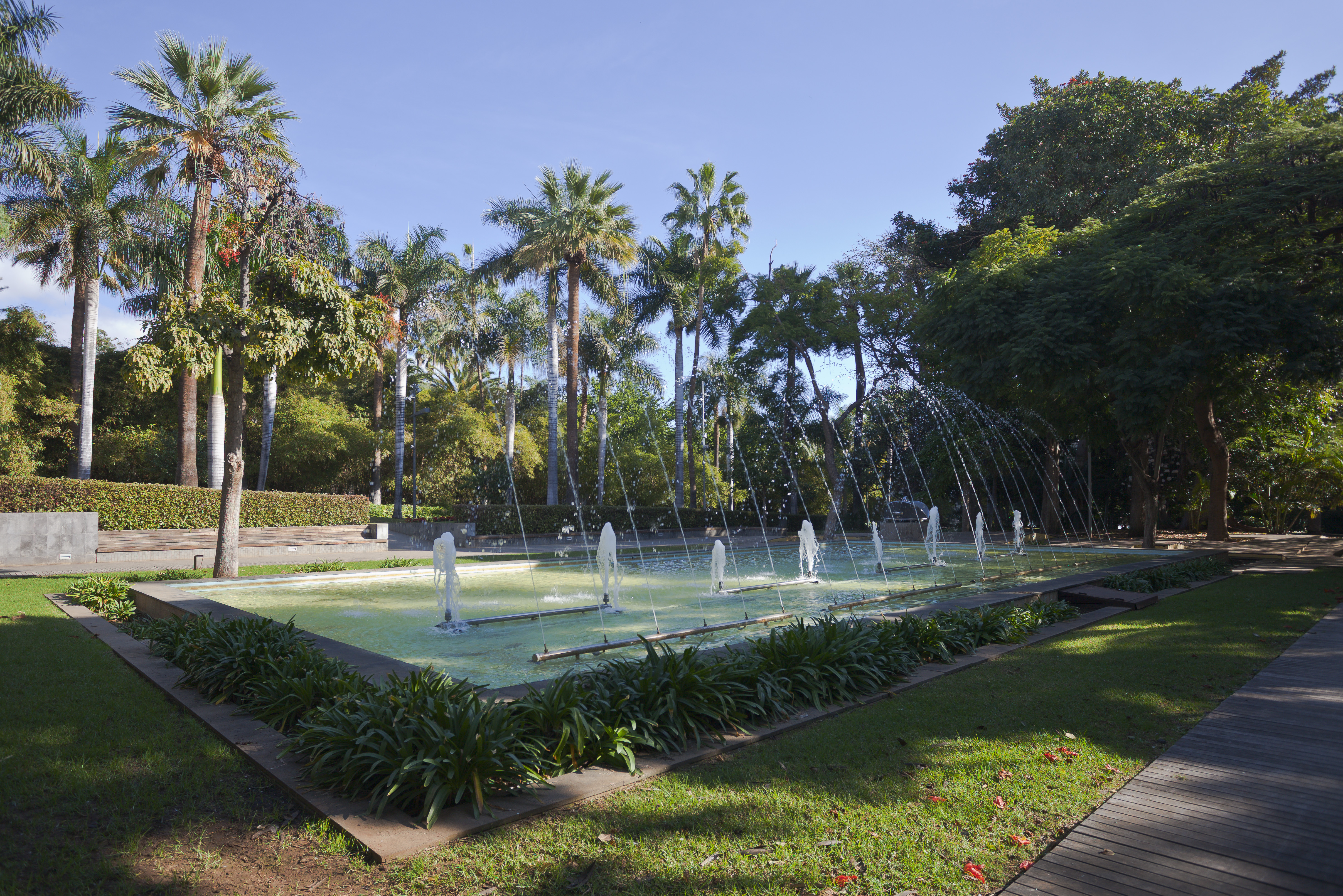
Parque García Sanabria

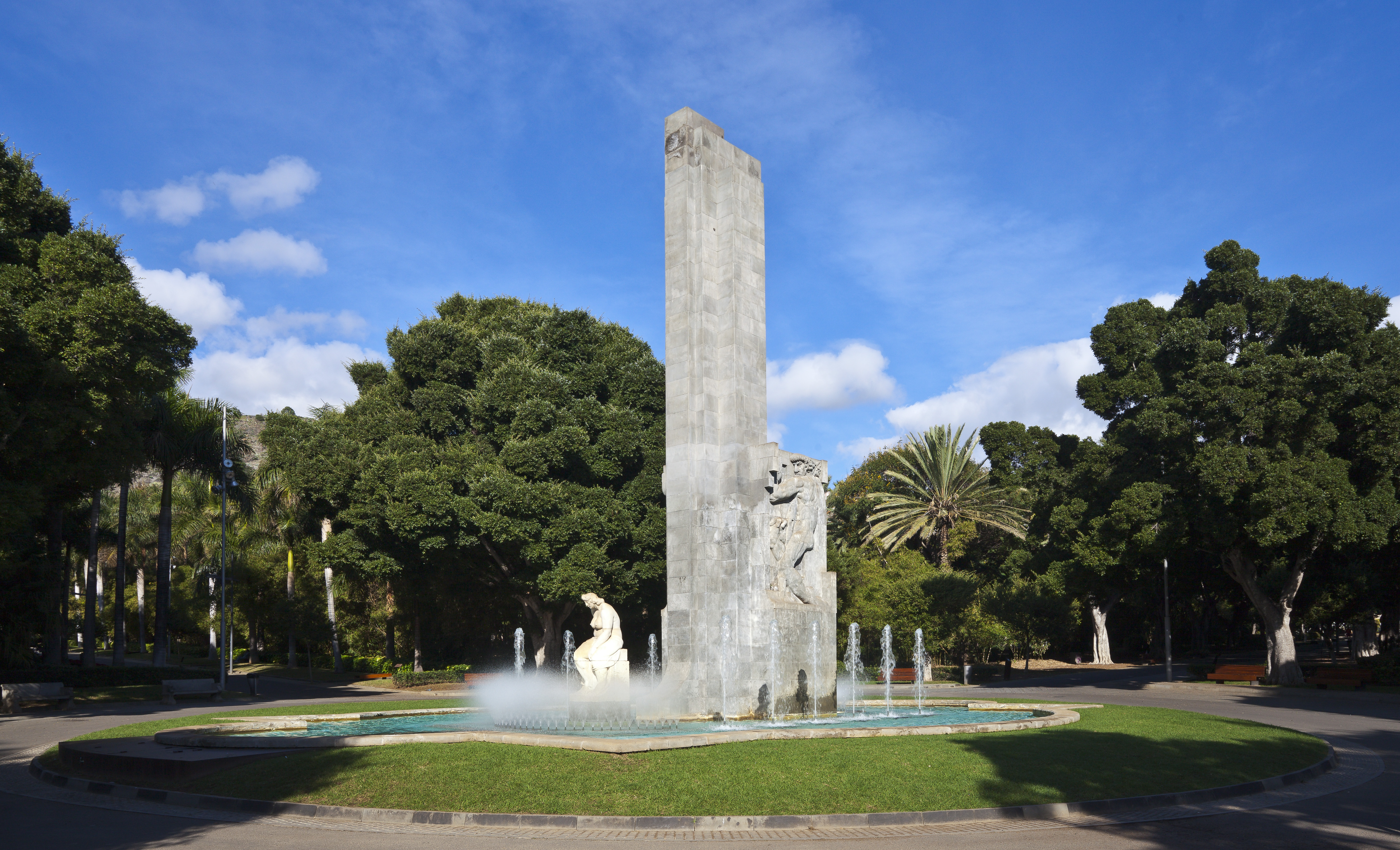
Monumento a García Sanabria

Parque García Sanabria, situato nella città di Santa Cruz de Tenerife (Spagna) è stato aperto nel 1926 e si distingue per la sua specie vegetali e per la sua grande collezione di sculture. È il parco urbano più grande delle Isole Canarie.
Il parco prende il nome dal sindaco che ha eseguito la costruzione. Tra le sue più famose sculture spiccano la fontana centrale e l'orologio di fiori, dono del console di Danimarca alla città: l'orologio, costruito in Svizzera, è stato installato nel parco nel 1958.